# دیک باتکوس
ریچارد ماروین «دیک» باتکوس (زادهٔ ۹ دسامبر ۱۹۴۲ – درگذشتهٔ ۵ اکتبر ۲۰۲۳) بازیکن تیم فوتبال شیکاگو بیرز بود. وی را یکی از بهترین بازیکنان این رشته می‌دانند و او را به عنوان یکی از پایدارترین بازیکنان خط دفاعی در تمام دوران‌ها می‌شناسند.
وی در ابتدا بازیکنی فوتبال را از دانشگاه ایلینوی شیکاگو شروع کرد و پس از آن به شیکاگو بیرز راه یافت.

## درگذشت
در اوت ۲۰۰۱، باتکوس تحت عمل جراحی بای پس پنجگانه قرار گرفت تا انسداد عروق خود را برطرف کند. پس از جراحی، او با همکاری لارنس جی. سانتورا، دکتری که این روش را انجام داد، کتابی با عنوان «درمان انسداد عروق کرونر برای بیماری قلبی» نوشت.
باتکوس در ۵ اکتبر ۲۰۲۳ در خانه‌اش در ملیبو، کالیفرنیا در خواب درگذشت. او ۸۰ ساله بود.